# Pausanias (roi de Macédoine)
Pour les articles homonymes, voir Pausanias.
Pausanias  (en grec ancien : Παυσανίας ; né au Ve siècle av. J.-C. et mort assassiné en -393 av. J.C.) est un roi de Macédoine de la dynastie des Argéades qui règne en -393 av J.-C..

## Biographie
Fils d'Aéropos II, il est en compétition pour sa succession avec Amyntas Micros, qui est assassiné en 393 av. J.-C.. Le règne de Pausanias est bref car, après un an, il meurt lui aussi assassiné.

### Sources
- Paul Cloché, Histoire de la Macédoine jusqu'à l'avènement d'Alexandre le Grand, Payot, Paris, 1960.